# Kriegerdenkmal 1870/71 (Neisse)

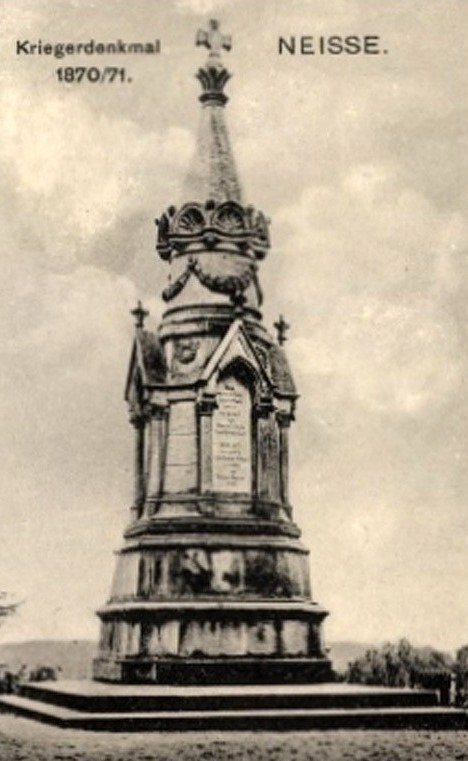
Kriegerdenkmal 1870/71

Das Kriegerdenkmal 1870/71 in Neisse in der Provinz Schlesien (polnisch Pomnik poległych w wojnie prusko-francuskiej w Nysie) wurde zum Gedenken an die im Deutsch-Französischen Krieg 1870 bis 1871 gefallenen Söhne der Stadt Neisse (seit 1945 polnisch Nysa) und des Landkreises Neisse errichtet.

## Geschichte
Das im Jahre 1880 eingeweihte Denkmal wurde durch den Steinmetzmeister Carl Ostrzecha geschaffen. Es steht im Westen der Stadt Nysa (deutsch Neisse).

## Beschreibung
Das reich verzierte Denkmal ist 13 m hoch. Bekrönt wird es mit einem Kreuz. Im unteren Teil befanden sich ursprünglich acht Widmungs- und Namenstafeln. Deren Inschriften wurden nach dem Übergang Schlesiens an Polen infolge des Zweiten Weltkriegs nach 1945 entfernt.
Inschriften
Ans Vaterland, uns teure schließ dich an,

das halte fest mit ganzem Herzen.

Aus der blutigen Saat sprieße Friede und Glück.

Dem ruhmvollen Angedenken seiner

im Kampf für Deutschlands Unabhängigkeit

1866, 1870/71 siegriech gebliebenen Söhne,

geweiht vom Kreise Neiße 1880.

Gott war mit uns, ihm sei die Ehre.